# Paul van Kemenade
Paul van Kemenade, (Rotterdam, 1957. május 17. –) holland szaxofonos, zenekarvezető.

## Pályafutása
Paul van Kemenade a Tilburgi Konzervatóriumban tanult. Tizenháromévesen kezdett szaxofonozni. Ott saját együttesével zenélt, és elkezdett komponálni. 1982-ben megalapította a „Paul Kemenade kvintetet”, amellyel 1984-ben elkészítette első lemezfelvételét „Call” címmel.
Kvintettje mellett sokat játszik másokkal is (például Alexander von Schlippenbach, Aki Takase, Pierre Courbois, Misha Mengelberg, Willem Breuker, Sean Bergin és Louis Moholo társaságában), valamint olyan zenészekkel is, akik nem dzsesszzenészek.
Alapítója és igazgatója az éves „Stranger than Paranoia” fesztiválnak Tilburgban. A Kemenade a „Contraband” együttesnek is alapító tagja volt. Kvintettjével többnyire saját szerzeményeit játssza, és a legkülönfélébb stílusú számokban improvizál a dzsessztől, a klasszikus zenétől, a poptól, a spanyol zenétől, a dél- és nyugat-afrikai zenéig. Együttese játszott szimfonikus zenekarokkal és fúvószenekarokkal is.
1998-tól rendszeresen játszottak olyan dél-afrikai zenészekkel, mint Feya Faku, Louis Mhlanga, Sidney Mnisi, Sonti Mndebele, Bheki Khoza, 2002-től pedig a szenegáli Guissé fivérek. Ezen kívül kvintettje játszott többek között Philip Catherine-nel, David Murray-vel, Kenny Wheelerrel, Zim Ngqawanával, David Linx belga énekessel és Gerd Dudekkel.
Európán kívül Indonéziában, Szenegálban is turnéztak. A Podium Trióban Jan Kuiperrel és Wolter Wierbosszal játszik. Paul van Kemenade fellépett 2010-ben a Jazzfest Berlinen. 2018-ban turnézott Portugáliában.

## Albumok
(válogatás)
- 2010: Lapstop, Paul van Kemenade in small settings
- 2010: Anderson − Bennink − Möbus − Glerum − Van Kemenade
- 2010: Contemplation on Songs: Russian Chants, Miniatures, Stevko Busch & Paul van Kemenade
- 2008: Two horns and a bass, Paul van Kemenade, Ray Anderson, Han Bennink, Frank Möbus, Ernst Glerum, Eric Vloeimans, Michiel Braam, Harmen Fraanje
- 2007: No Way Station, Streichquartett, Michiel Braam, Stevko Busch, Rik Mol, Ferhan Otay
- 2006: Mexi Cosy, Feya Faku, Sydney Mnisi, Bheki Khoza, Sonti Mndebele, David Linx, Toon de Gouw
- 2003: Les Frères Guissé and the Paul van Kemenade Quintet plus Fouta
- 2001: A Night in Indonesia
- 2000: To Be Continued...
- 1999: Zvinoshamisa: Feya Faku, Louis Mhlanga, Sydney Mnisi
- 1998: 25 jaar Jazz in Duketown
- 1996: Live: Just for the occasion
- 1995: The Dutch Jazz Connection
- 1994: Mo's Mood
- 1992: Podium Trio: Take one, Trio Wierbos/van Kemenade/Kuiper
- 1990: Missacity
- 1986: Podium Trio: Live in Montréal, Trio Wierbos/van Kemenade/Kuiper
- 1985: Paul van Kemenade 5: Hot Koko
- 1984: Call
- 1981: Duo van Rossum / van Kemenade

## Fordítás
Ez a szócikk részben vagy egészben  a   Paul van Kemenade című német Wikipédia-szócikk ezen változatának fordításán alapul.  Az eredeti cikk szerkesztőit annak laptörténete sorolja fel. Ez a jelzés csupán a megfogalmazás eredetét és a szerzői jogokat jelzi, nem szolgál a cikkben szereplő információk forrásmegjelöléseként.